# Liste der Monuments historiques in Champs-sur-Marne
Die Liste der Monuments historiques in Champs-sur-Marne führt die Monuments historiques in der französischen Gemeinde Champs-sur-Marne auf.

## Liste der Bauwerke
| Bezeichnung              | Beschreibung | Standort | Kennzeichnung | Schutzstatus | Datum     | Bild           |
| ------------------------ | ------------ | -------- | ------------- | ------------ | --------- | -------------- |
| Schloss Champs-sur-Marne |              | (Lage)   | PA00086861    | Classé       | 1935 2019 | weitere Bilder |

## Liste der Objekte
Zum Verständnis siehe: Kirchenausstattung
- Monuments historiques (Objekte) in Champs-sur-Marne in der Base Palissy des französischen Kultusministeriums